# Буазизи, Риад
Риад Буазизи (араб. رياض البوعزيزي‎; род. 8 апреля 1973, Бизерта) — тунисский футболист, центральный полузащитник.

## Биография

### Клубная карьера
Во взрослом футболе дебютировал в 1995 году выступлениями за команду «Этуаль дю Сахель», в которой провел пять сезонов.
Своей игрой за эту команду привлек внимание представителей тренерского штаба турецкого клуба «Бурсаспор», в состав которого присоединился в 2000 году. Сыграл за команду из Бурсы следующие два сезона. Большинство времени, проведенного в составе «Бурсаспора», был основным игроком команды.
Впоследствии с 2002 по 2007 год играл в составе команд «Газиантепспор» и «Кайсери Эрджиесспор».
Завершил профессиональную игровую карьеру, вернувшись в Тунис, в клубе «Бизертене», за которую выступал на протяжении 2007—2009 годов.

### Карьера в сборной
В 1996 году дебютировал за национальную сборную Туниса. В течение карьеры в национальной команде, которая длилась 11 лет, провел в форме главной команды страны 87 матча и забил 4 гола.
В составе сборной был участникомː Кубка африканских наций 1996 в ЮАР, где вместе с командой завоевал серебряные награды, чемпионата мира 1998 во Франции, Кубка африканских наций 1998 в Буркина-Фасо, Кубка африканских наций 2000 в Гане и Нигерии, чемпионата мира 2002 в Японии и Южной Корее, Кубка африканских наций 2002 в Мали, Кубка африканских наций 2004 в Тунисе, на котором сборная взяла золотые награды, чемпионата мира 2006 в Германии, Кубка африканских наций 2006 в Египте.

### Голы за сборную
| # | Дата            | Место                                | Соперник  | Счёт | Результат | Турнир                      |
| - | --------------- | ------------------------------------ | --------- | ---- | --------- | --------------------------- |
| 1 | 15 ноября 2000  | Стад эль-Мензах, Тунис               | Швейцария | 1:1  | 1:1       | Товарищеский матч           |
| 2 | 30 декабря 2001 | Стад эль-Мензах, Тунис               | Либерия   | 7:2  | 7:2       | Товарищеский матч           |
| 3 | 30 марта 2003   | Олимпийский стадион, Тунис           | Камерун   | 1:0  | 1:0       | Финал турнира четырёх наций |
| 4 | 22 января 2006  | Харас Эль-Ходуд, Александрия, Египет | Замбия    | 2:1  | 4:1       | КАН 2006                    |